# Massacro di Tuzla
Il  massacro di Tuzla, o massacro della Kapija, ebbe luogo il 25 maggio 1995 nel corso della Guerra in Bosnia ed Erzegovina, quando l'esercito della Republika Srpska (VRS) lanciò un attacco di artiglieria contro la città di Tuzla, che causò 71 morti e 240 feriti.

## Il massacro
Tra il 25 maggio e il 28 maggio 1995 un certo numero di proiettili di artiglieria furono lanciati su Tuzla dalle posizioni dell'Esercito della Republika Srpska (VRS) dai pressi del villaggio di Panjik sul Monte Ozren circa 25 km a ovest di Tuzla. Il 25 maggio 1995 (compleanno del maresciallo Tito e staffetta della gioventù nella ex Jugoslavia) alle 20:55, una bomba a frammentazione sparata da un pezzo di artiglieria rimorchiato da 130 mm, esplose nella zona della città detta Kapija. Vi furono 71 vittime e 240 feriti. Tutte le vittime erano civili e la maggior parte aveva un'età compresa tra 18 e 25 anni.
Il sindaco di Tuzla Selim Bešlagić ha fatto una dichiarazione al Consiglio di sicurezza delle Nazioni Unite lo stesso giorno denunciando i "fascisti" del VRS ed esortando "per amore di Dio e dell'umanità a passare finalmente all'uso della forza" contro le postazioni serbo-bosniache. Il 25 e 26 maggio, la NATO effettuò attacchi aerei contro i depositi di munizioni della VRS a Pale, dopo violazioni delle zone di esclusione e bombardamenti delle aree sicure delle Nazioni Unite.
I funerali delle vittime si svolsero quattro giorni dopo, alle 4 del mattino, per evitare ulteriori bombardamenti. 51 delle 71 vittime furono sepolte insieme nel cimitero di guerra del parco.
Il comune di Tuzla ha aperto un piccolo museo commemorativo vicino alla Kapija, dove ricordare i fatti accertati sul massacro del 25 maggio 1995 e le sue 71 vittime,  compresi tutti i documenti del processo, grazie alla cooperazione con Balkan Investigative Research Network.

## Il processo

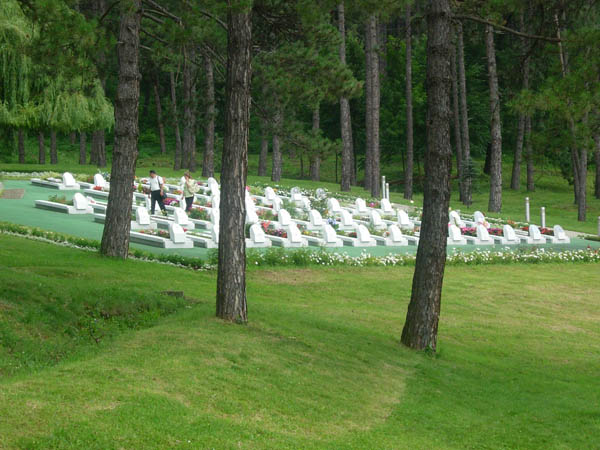
Complesso commemorativo "Slana Banja"

Novak Đukić, ex ufficiale della VRS, fu arrestato a Banja Luka il 7 novembre 2007. Al momento dell'attacco Đukić era il comandante del gruppo tattico Ozren. Il suo processo presso la Corte di Bosnia ed Erzegovina è iniziato l'11 marzo 2008. Il 12 giugno 2009 Đukić è stato dichiarato colpevole e condannato a 25 anni di reclusione. Il 10 settembre 2010 i giudici d'appello hanno respinto come infondati i ricorsi di Đukić e confermato il verdetto di primo grado nella sua interezza.
Đukić è stato rilasciato nel febbraio 2014, dopo che la Corte costituzionale della Bosnia ed Erzegovina aveva annullato una serie di sentenze a causa di un'errata applicazione della legge (questione Maktouf-Damjanovic). In un nuovo processo, è stato nuovamente condannato a 20 anni di reclusione nel giugno 2014. Đukić fuggì e riparò in Serbia, paese di cui aveva anche acquisito la cittadinanza. Un mandato di arresto venne stato emesso nell'ottobre 2014, senza risultato. La Bosnia ed Erzegovina ha quindi chiesto alla Serbia, sulla base dei protocolli di cooperazione giudiziaria, di applicare la sentenza definitiva contro Đukić in Serbia.
Le udienze in Serbia sono iniziate solo nel febbraio 2016. La difesa di Đukić ha utilizzato il procedimento per rivendicare la sua innocenza e diffondere tesi di revisionismo storico sul massacro della Kapija di Tuzla. Đukić ha anche ritardato il processo non partecipando alle udienze per presunti motivi di salute (ricoveri presso la Military Medical Academy). Nel 2018, gli esperti hanno affermato che Đukić era temporaneamente inabilitato e il processo ha subito un ritardo di un altro anno.
Secondo gli interim benchmark del 2016 per il capitolo 23 dei negoziati di adesione all'UE, la Serbia deve "impegnarsi in una significativa cooperazione regionale e in relazioni di buon vicinato nella gestione dei crimini di guerra, evitando conflitti di giurisdizione e garantendo che i crimini di guerra siano perseguiti senza alcuna discriminazione. Tutte le questioni aperte devono essere pienamente risolte."

## Revisionismo storico
Nel 2009, il Primo Ministro della Republika Srpska Milorad Dodik ha affermato che l'attacco fosse stato una messa in scena, mettendo in discussione anche il massacro di Markale a Sarajevo. Il comune di Tuzla ha sporto denuncia contro Dodik per queste dichiarazioni. La città di Sarajevo ha denunciato Dodik per abuso di potere e incitamento all'odio etnico, razziale e religioso. L'Ufficio dell'Alto rappresentante ha affermato che Dodik ha negato i crimini di guerra commessi e ha dichiarato che "quando tali fatti distorti provengono da un funzionario in una posizione di alta responsabilità, un funzionario che è tenuto a rispettare gli accordi di pace di Dayton e a cooperare con il Tribunale dell'Aia, essi sono particolarmente irresponsabili e minano non solo le istituzioni responsabili del rispetto dello stato di diritto, ma la credibilità dell'individuo stesso".
Nel marzo 2019, in un'intervista al tabloid serbo Večernje Novosti, Djukic ha affermato che "si merita di avere il suo nome sul monumento di Tuzla" e ha incolpato dell'attacco una bomba nascosta da "sette terroristi islamici". Il canale pubblico serbo-bosniaco Radio Televizija Republike Srpske (RTRS), che ha riportato tali dichiarazioni revisioniste, è stato multato per 6.000 euro dall'Agenzia di regolamentazione delle comunicazioni della Bosnia-Erzegovina per violazione di "equità e imparzialità". RTRS ha ripetuto nuovamente a maggio 2019 le posizioni revisioniste sull'innocenza di Đukić.
Nel novembre 2019, Đukić ha partecipato alla promozione di The Gate of Tuzla - a Staged Tragedy, un racconto revisionista di Ilija Branković, organizzato dal Ministero della Difesa serbo nella sala congressi dell'esercito serbo a Belgrado. Il commissario per i diritti umani del Consiglio d'Europa, Dunja Mijatović, ha criticato la promozione del libro e ha dichiarato esso "falsifica i fatti relativi al crimine avvenuto nel 1995 in Bosnia ed Erzegovina".
La promozione del libro è stata condannato anche dal membro della presidenza della Bosnia-Erzegovina, Šefik Džaferović, dalla presidente della commissione del Parlamento europeo per la stabilizzazione e l'associazione della Serbia all'Unione europea, Tanja Fajon  e dal gruppo giovanile serbo Youth Initiative for Human Rights. Il libro è stato nuovamente promosso a Kruševac il 17 gennaio 2020 e Kraljevo il 20 febbraio 2020.